# Andreas Samarīs
Andreas Samarīs (in greco: Ανδρέας Σάμαρης; Patrasso, 13 giugno 1989) è un calciatore greco, centrocampista svincolato.

## Carriera

### Club
È cresciuto calcisticamente nel Panachaïkī, club con cui ha esordito tra i professionisti giocato nella seconda serie greca per due stagioni, segnando tre reti in 37 presenze.
Nel 2009 si è trasferito al Paniōnios con cui ha esordito nella massima serie il 7 marzo 2010, entrando nei minuti finali della gara contro la Xanthī al posto di Sito Riera. In quattro stagioni in massima serie colleziona 70 presenze e mette a segno sei reti.
Nel 2013 si trasferisce all'Olympiacos con cui vince il suo primo campionato greco.
Il 23 agosto 2014 viene acquistato dal Benfica, trasferendosi per la prima volta all'estero. Con il club portoghese vince tre campionati di fila, con tanto di double nella stagione 2016-2017, oltre a due coppe di lega e due supercoppe portoghesi.

### Nazionale
Vanta 5 presenze nella selezione Under-19 ellenica.
Debutta in nazionale il 15 ottobre 2013, in Grecia-Liechtenstein (2-0), entrando nella ripresa al posto di Panagiōtīs Kone. Segna il suo primo gol in nazionale ai Mondiali 2014 nella partita contro la Costa d'Avorio giocata il 24 giugno e valida per la fase a gironi.

## Statistiche
Statistiche aggiornate al 31 agosto 2021.

### Presenze e reti nei club
| Stagione          | Squadra           | Campionato        | Campionato | Campionato | Coppe nazionali | Coppe nazionali | Coppe nazionali | Coppe continentali | Coppe continentali | Coppe continentali | Altre coppe | Altre coppe | Altre coppe | Totale | Totale |
| Stagione          | Squadra           | Comp              | Pres       | Reti       | Comp            | Pres            | Reti            | Comp               | Pres               | Reti               | Comp        | Pres        | Reti        | Pres   | Reti   |
| ----------------- | ----------------- | ----------------- | ---------- | ---------- | --------------- | --------------- | --------------- | ------------------ | ------------------ | ------------------ | ----------- | ----------- | ----------- | ------ | ------ |
| 2007-2008         | Panachaïkī        | FL                | 23         | 3          | CG              | 1               | 0               | -                  | -                  | -                  | -           | -           | -           | 23     | 3      |
| 2008-2009         | Panachaïkī        | FL                | 14         | 0          | GC              | 2               | 0               | -                  | -                  | -                  | -           | -           | -           | 14     | 0      |
| 2009-gen. 2010    | Panachaïkī        | FL                | 0          | 0          | GC              | 1               | 0               | -                  | -                  | -                  | -           | -           | -           | 14     | 0      |
| Totale Panachaiki | Totale Panachaiki | Totale Panachaiki | 37         | 3          |                 | 4               | 0               |                    | -                  | -                  |             | -           | -           | 41     | 3      |
| gen.-giu. 2010    | Paniōnios         | SL                | 2          | 0          | CG              | 0               | 0               | -                  | -                  | -                  | -           | -           | -           | 2      | 0      |
| 2010-2011         | Paniōnios         | SL                | 20         | 1          | CG              | 0               | 0               | -                  | -                  | -                  | -           | -           | -           | 20     | 1      |
| 2011-2012         | Paniōnios         | SL                | 27         | 0          | CG              | 3               | 0               | -                  | -                  | -                  | -           | -           | -           | 30     | 0      |
| 2012-2013         | Paniōnios         | SL                | 21         | 5          | CG              | 1               | 0               | -                  | -                  | -                  | -           | -           | -           | 22     | 5      |
| Totale Panionios  | Totale Panionios  | Totale Panionios  | 70         | 6          |                 | 4               | 0               |                    | -                  | -                  |             | -           | -           | 74     | 6      |
| 2013-2014         | Olympiacos        | SL                | 28         | 4          | CG              | 4               | 0               | UCL                | 6                  | 0                  | -           | -           | -           | 38     | 4      |
| 2014-2015         | Benfica           | PL                | 28         | 0          | CP+CdL          | 1+3             | 0+0             | UCL                | 5                  | 0                  | SP          | 0           | 0           | 37     | 0      |
| 2015-2016         | Benfica           | PL                | 27         | 2          | CP+CdL          | 1+5             | 0+0             | UCL                | 7                  | 0                  | SP          | 1           | 0           | 41     | 2      |
| 2016-2017         | Benfica           | PL                | 18         | 0          | CP+CdL          | 6+3             | 0+0             | UCL                | 4                  | 0                  | SP          | 1           | 0           | 32     | 0      |
| 2017-2018         | Benfica           | PL                | 18         | 1          | CP+CdL          | 1+3             | 0+0             | UCL                | 3                  | 0                  | SP          | 0           | 0           | 32     | 0      |
| 2018-2019         | Benfica           | PL                | 19         | 2          | CP+CdL          | 3+2             | 0+0             | UCL+UEL            | 0+3                | 0                  | -           | -           | -           | 27     | 2      |
| 2019-2020         | Benfica           | PL                | 16         | 0          | CP+CdL          | 5+2             | 0+0             | UCL+UEL            | 1+1                | 0+0                | SP          | 0           | 0           | 25     | 0      |
| 2020-2021         | Benfica           | PL                | 6          | 0          | CP+CdL          | 3+0             | 1+0             | UCL+UEL            | 0+0                | 0+0                | SP          | 0           | 0           | 9      | 1      |
| lug.-ago. 2021    | Benfica           | PL                | 0          | 0          | CP+CdL          | 0               | 0               | UCL                | 0                  | 0                  | -           | -           | -           | 0      | 0      |
| Totale Benfica    | Totale Benfica    | Totale Benfica    | 132        | 5          |                 | 38              | 1               |                    | 24                 | 0                  |             | 2           | 0           | 196    | 6      |
| nov. 2021-2022    | Fortuna Sittard   | ED                | -          | -          | CO              | -               | -               | -                  | -                  | -                  | -           | -           | -           | -      | -      |
| Totale carriera   | Totale carriera   | Totale carriera   | 267        | 18         |                 | 50              | 1               |                    | 30                 | 0                  |             | 2           | 0           | 340    | 17     |

## Palmarès

### Club

#### Competizioni nazionali
- Campionato greco: 1

Olymnpiakos: 2013-2014
- Coppa di Portogallo: 1

Benfica: 2016-2017
- Supercoppa di Portogallo: 4

Benfica: 2014, 2016, 2017, 2019
- Coppa di Lega portoghese: 2

Benfica: 2014-2015, 2015-2016
- Campionato portoghese: 4

Benfica: 2014-2015, 2015-2016, 2016-2017, 2018-2019